# Martin og Universet 3D
|  | Denne artikel er oprettet af botten Steenthbot ud fra en ekstern database. Den kan derfor have sproglige fejl eller mangler. Denne skabelon kan fjernes efter kontrol af indholdet. |

Martin og Universet 3D er en dansk kortfilm fra 2009 instrueret af Steen Svenstorp-Iversen.

## Handling
I filmen har Martin en lang række dyrevenner. På trods af sine dyrevenner savner Martin en at snakke med - en kæreste. Så da en professor og hans assistent fortæller om mulighederne for at finde liv i rummet, rejser Martin blandt andet til solen, planeterne og fjerne galakser for at lede efter liv. Publikum rejser med gennem meteorklynger og oplever universet på tætteste hold i 3D.